# Agaete
Agaete es un municipio español perteneciente a la provincia de Las Palmas, en la isla de Gran Canaria, Canarias, España
Dentro del término municipal destacan su cabecera —el casco de Agaete propiamente dicho—, el puerto de Las Nieves –comunicado regularmente por ferri con la isla de Tenerife– y Los Berrazales barranco arriba –con una exuberante vegetación–.

## Toponimia
El municipio toma el nombre de su cabecera municipal, que hasta mediados del siglo xix también aparecía bajo la forma Lagaete. Esta variante es producto de la contracción de El Agaete o La Agaete, que es como aparece el topónimo en documentos de los siglos xv y xvi.
El origen más aceptado para este término lo hace un topónimo de procedencia aborigen canario. El autor francés Sabin Berthelot lo compara con la voz aǐgaǐte del dialecto siwi, con el sentido de 'cordero', mientras que el profesor Juan Álvarez Delgado propone su traducción como 'el roque o roquete', indicando que originalmente el topónimo hacía referencia al roque de las Nieves. Por otra parte, para el filólogo Ignacio Reyes podría ser traducido literalmente como 'hondura, cuenca', y por extensión como 'charca, depósito natural, lago pequeño', 'escorrentía, río' o 'valle'.
Otra versión sobre el origen del término recogida de la tradición por los autores Juan del Río Ayala y Antonio Doreste García, la hacen derivar de la corrupción de la voz castellana laguete, como diminutivo de lago, haciendo alusión según los autores al pequeño lago que se formaba en la desembocadura del barranco de Agaete.
Una tercera versión es la dada por el historiador Tomás Arias Marín de Cubas, que hace la voz Agaete derivada de la italiana Gaeta, término dado a la playa del valle por sicilianos que arribaron a la isla antes de la conquista castellana según este autor.

## Símbolos

### Escudo
El escudo municipal fue aprobado por el ayuntamiento el 31 de marzo de 1971, siendo su descripción: «Escudo cortado. Primero, de gules, una torre de oro; segundo, de gules, una cruz flordelisada de oro, llena de sinople y angulada de cuatro espigas de oro. Al timbre, corona real abierta». La torre del primer cuartel alude a la que erigió en tierras de Agaete el conquistador Pedro de Vera. El segundo cuartel muestra las armas de Alonso Fernández de Lugo, primer alcalde de dicha fortaleza.

### Bandera
La bandera fue aprobada por el Gobierno de Canarias por Orden 5 de agosto de 1997, siendo descrita como:

Bandera de paño rectangular, cuya longitud es vez y media mayor que su ancho; dividida diagonalmente en dos triángulos rectángulos, de color azul el unido al asta, y de color rojo el que corresponde al batiente. En el centro del paño, el Escudo de Armas de la Ilustre Corporación Municipal.

## Geografía

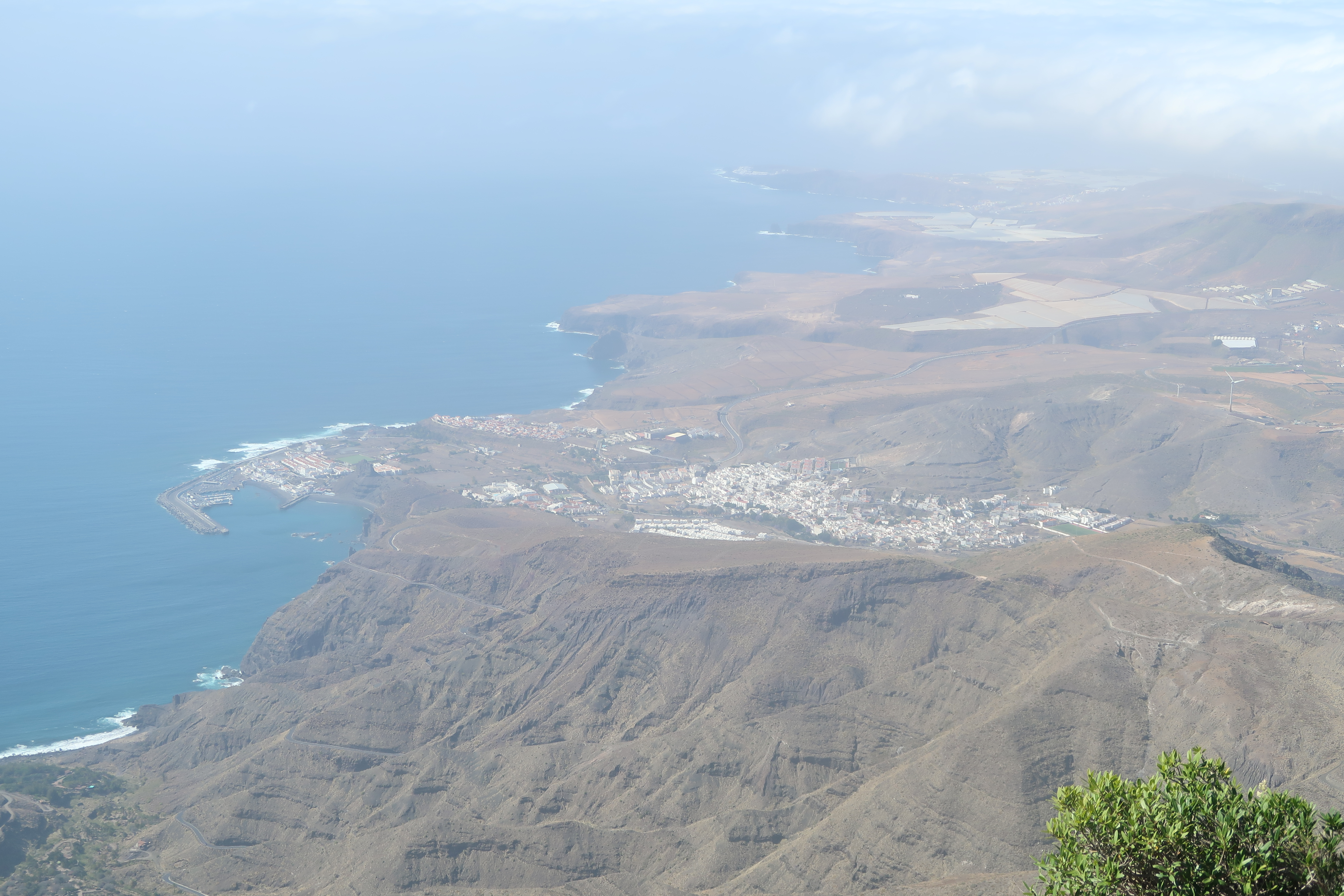
Vista de Agaete y del puerto desde Tamadaba

Agaete está situado en el noroeste de la isla de Gran Canaria, a 36,2 kilómetros de la capital insular. Linda con los municipios de Gáldar y Artenara.
Cuenta con una superficie de 45,5 km², ocupando el puesto número 11 de la isla en extensión.
La capital municipal se encuentra a 43 m s. n. m., alcanzado el municipio su altitud máxima en la elevación denominada pico de la Bandera, en el macizo de Tamadaba, a 1421,9 m s. n. m.

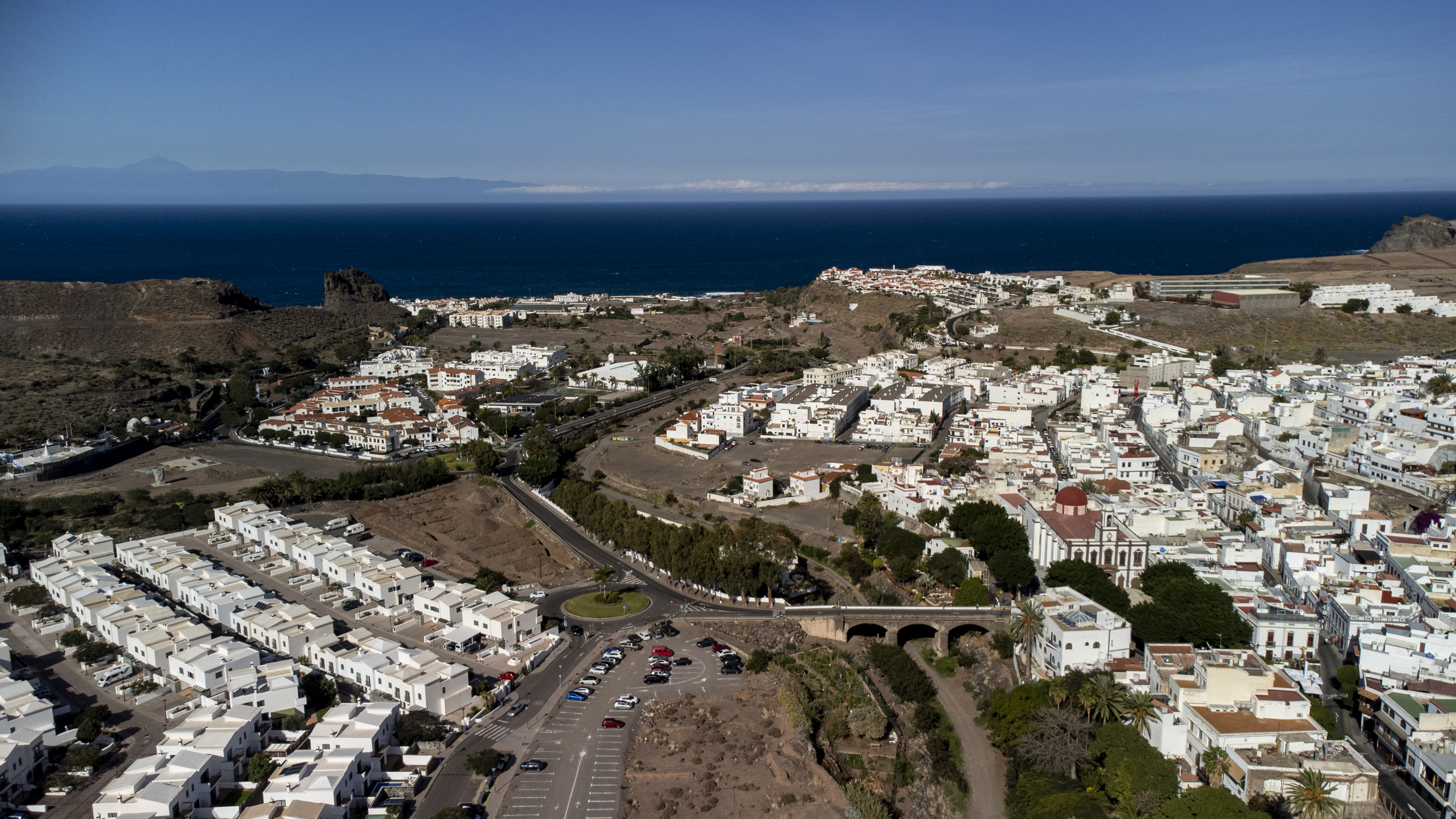
Vista de Agaete con el casco antiguo a la derecha de la imagen, urbanizaciones a la izquierda y el Teide en el horizonte

### Orografía
Una de las señas de identidad del municipio es el Dedo de Dios o Roque Partido, formación rocosa con aspecto de dedo humano que se levanta frente a la costa. La parte superior del Dedo de Dios fue destruida por la tormenta tropical Delta en 2005.

### Clima
Agaete presenta un clima seco árido cálido, de acuerdo con la clasificación de Köppen.
El mes más cálido es agosto, con una temperatura media de 23,9 °C, siendo el más frío enero, con 17,6 °C. La temperatura media anual es de 20,6 °C.
En cuanto a las precipitaciones, el municipio registra un promedio de 190 mm al año, siendo el mes más lluvioso diciembre con 40 mm. En los meses de julio y agosto no se registran precipitaciones.

### Zonas protegidas
Una gran parte de la superficie del municipio se encuentra incluida en el parque natural de Tamadaba, que forma parte de la Red Canaria de Espacios Naturales Protegidos y de la Red Natura 2000 como Zona Especial de Conservación —ZEC— y como Zona de Especial Protección para las Aves —ZEPA—.
Asimismo, dicha zona se halla incluida en la reserva de la biosfera de Gran Canaria.
Agaete posee también gran parte del monte de utilidad pública de Tamadaba.

## Demografía
Agaete cuenta con una población de 5670 habitantes (INE 2024).
| Gráfica de evolución demográfica de Agaete entre 1842 y 2021                                                        |
| |
| Población de derecho según los censos de población del INE Población de hecho según los censos de población del INE |

| Núcleos              | Habitantes | Varones | Mujeres |
| -------------------- | ---------- | ------- | ------- |
| Agaete (casco)       | 3631       | 1792    | 1839    |
| Guayedra             | 6          | 3       | 3       |
| El Hornillo          | 16         | 12      | 4       |
| Los Llanos           | 77         | 41      | 36      |
| Puerto de Las Nieves | 690        | 345     | 345     |
| El Risco             | 203        | 103     | 100     |
| El Sao               | 5          | 5       | 0       |
| Valle de Agaete      | 898        | 456     | 442     |

## Administración y política

### Gobierno municipal
Lista de alcaldes/esas desde las elecciones municipales de 1979
| Periodo   | Nombre                          | Partido | Partido                                             |
| --------- | ------------------------------- | ------- | --------------------------------------------------- |
| 1979-1983 | José Antonio García Álamo       |         | Unión de Centro Democrático (UCD)                   |
| 1983-1987 | José de Armas Medina            |         | Alianza Popular (AP)                                |
| 1987-1995 | Juan Javier Tadeo Alemán        |         | Partido Socialista Obrero Español (PSOE)            |
| 1995-2015 | Antonio Lorenzo Calcines Molina |         | Partido Popular (PP)                                |
| 2015-2019 | Juan Ramón Martín Trujillo      |         | Partido Socialista Obrero Español (PSOE)            |
| 2019-2023 | María del Carmen Rosario Godoy  |         | Partido Popular (PP)                                |
| 2023-2024 | Jesús González Sánchez          |         | Bloque Nacionalista Rural (BNR)-Nueva Canarias (NC) |
| 2024-act. | María del Carmen Rosario Godoy  |         | Partido Popular (PP)                                |

| Partido político | Partido político                          | 1995   | 1999   | 2003   | 2007   | 2011   | 2015   | 2019   | 2023   |
| Partido político | Partido político                          | Ediles | Ediles | Ediles | Ediles | Ediles | Ediles | Ediles | Ediles |
|                  | Partido Popular (PP)                      | 6      | 9      | 8      | 7      | 7      | 5      | 8      | 6      |
|                  | Partido Socialista Obrero Español (PSOE)  | 5      | 4      | 5      | 6      | 4      | 4      | 5      | 3      |
|                  | Bloque Nacionalista Rural (BNR)           | —      | —      | —      | —      | —      | —      | —      | 4      |
|                  | Nueva Canarias (NC)                       | —      | —      | —      | 0      | —      | 4      | 0      | 4      |
|                  | Alternativa Ciudadana por Agaete (ALPA)   | —      | —      | —      | —      | 2      | 4      | 0      | —      |
|                  | Izquierda Unida (IU)                      | —      | 0      | 0      | 0      | —      | 0      | —      | —      |
|                  | Centro Canario Nacionalista (CCN)         | —      | —      | —      | 0      | —      | —      | —      | —      |
|                  | Alternativa Ciudadana Sí Se Puede (ACSSP) | —      | —      | —      | —      | 0      | —      | —      | —      |
|                  | Coalición Canaria (CC)                    | 2      | 0      | 0      | —      | —      | 0      | 0      |        |
|                  | Unidos por Gran Canaria (UxGC)            | —      | —      | —      | —      | —      | —      | 0      | 0      |
|                  | Agrupados por Tamadaba (AxT)              | —      | —      | —      | —      | —      | —      | 0      | —      |
|                  | Ciudadanos (CS)                           | —      | —      | —      | —      | —      | —      | 0      | —      |
|                  | Agaete Resuelve (AGR)                     | —      | —      | —      | —      | —      | —      | 0      | —      |

El municipio está regido por su ayuntamiento, formado por el alcalde/esa y trece concejales. Desde las elecciones municipales de 2023 la corporación municipal está compuesta por los siguientes grupos políticos:

Pleno municipal

- Partido Popular de Gran Canaria (PP): 6 concejales (alcaldía)
- Bloque Nacionalista Rural - Nueva Canarias (BNR-NC): 4 concejales
- Partido Socialista Obrero Español (PSOE): 2 concejales
- Concejales no adscritos: 1 concejal

### Organización territorial
El municipio se divide en los siguientes barrios o localidades y sus correspondientes núcleos:
- Agaete: Agaete (casco) y El Turmán.
- Guayedra.
- El Hornillo.
- Los Llanos: Troya y Piletas.
- Puerto de Las Nieves: Puerto de Las Nieves y urbanización El Palmeral
- El Risco.
- El Sao.
- Valle de Agaete: Los Berrazales, La Solana, El Vínculo, Casas del Camino, Las Cuevecillas, San Pedro, La Suerte y La Vecindad de Enfrente.

## Economía
La economía de Agaete se ha basado históricamente en la agricultura y la pesca, pero en los últimos decenios el turismo se ha convertido en el sector más importante.
Sector primario
La agricultura se mantiene en la localidad restringida al autoconsumo principalmente. Se trata sobre todo de pequeñas huertas familiares, así como algunas explotaciones dedicadas a los cítricos.
El municipio cuenta además con su propia cofradía de pescadores, con puntos de desembarque en el puerto de Las Nieves y en los refugios pesqueros de Sardina del Norte y de La Aldea. Esta cofradía abarca un ámbito que se extiende desde la punta del Descojonado al sur hasta la punta de Las Ranas o de Arucas al noreste.
Sector terciario
Posee un centro comercial en Puerto de las Nieves.
Agaete cuenta con varias instalaciones de hospedaje turístico:
- Hoteles:
  - El Cabo
  - Roca Negra
  - Puerto de Las Nieves
  - Rural Las Longueras
- Casas rurales:
  - Casa de Sancho
  - La Luna
  - El Hornillo
  - Tamadaba
  - Las Rosas
  - El Patio
  - La Asomadita
  - La Casa del Capitán
  - La Pintora
  - La Calera

### Evolución de la deuda viva
El concepto de deuda viva contempla sólo las deudas con cajas y bancos relativas a créditos financieros, valores de renta fija y préstamos o créditos transferidos a terceros, excluyéndose, por tanto, la deuda comercial.
| Gráfica de evolución de la deuda viva del ayuntamiento entre 2008 y 2021                             |
| |
| Deuda viva del ayuntamiento en miles de Euros según datos del Ministerio de Hacienda y Ad. Públicas. |

## Servicios

### Comunicaciones
En la localidad se encuentra el Puerto de Las Nieves, que posee conexiones marítimas con la isla de Tenerife operadas por la naviera Fred Olsen Express. Asimismo, el municipio se encuentra conectado con el resto de la isla a través del servicio de guaguas insular operado por la compañía Global a través de sus líneas 101, 102, 103, 130 y 325.

#### Carreteras
- GC-2: comunica al municipio con Gáldar, Guía, Moya, Arucas y Las Palmas de Gran Canaria y futuramente con La Aldea de San Nicolás
- GC-293: comunica al municipio con los Barrios de Piso Firme y San Isidro, ambos parte de Gáldar
- GC-231: comunica al casco con el Valle de Agaete
- GC-200: comunica al municipio en un trayecto peligroso con La Aldea de San Nicolás
- GC-172: cruza buena parte del casco y comunica con el Puerto de las Nieves.

### Educación
El municipio cuenta con los siguientes centros educativos:
- Centro de educación infantil y primaria José Sánchez y Sánchez, ubicado en Agaete es el de principal afluencia de alumnos
- CEIP Ana Betancort Estupiñán, en el núcleo de San Pedro
- CEIP El Risco
- Instituto de educación secundaria Agaete-Pepe Dámaso, situado en la urbanización El Turmán, imparte Educación Secundaria Obligatoria (ESO) y Bachillerato en las modalidades de Humanidades y Ciencias Sociales, y en Ciencias de la Naturaleza y la Salud. Además se imparte el Programa de Cualificación Profesional Inicial (PCPI) de Estética e Imagen Personal y el PCE de Peluquería. Cuenta en la actualidad con 300 alumnos.

### Sanidad
El municipio posee un centro de salud en la capital municipal y un consultorio local en el núcleo de Vecindad de Enfrente.

## Cultura

### Patrimonio
Arqueológico

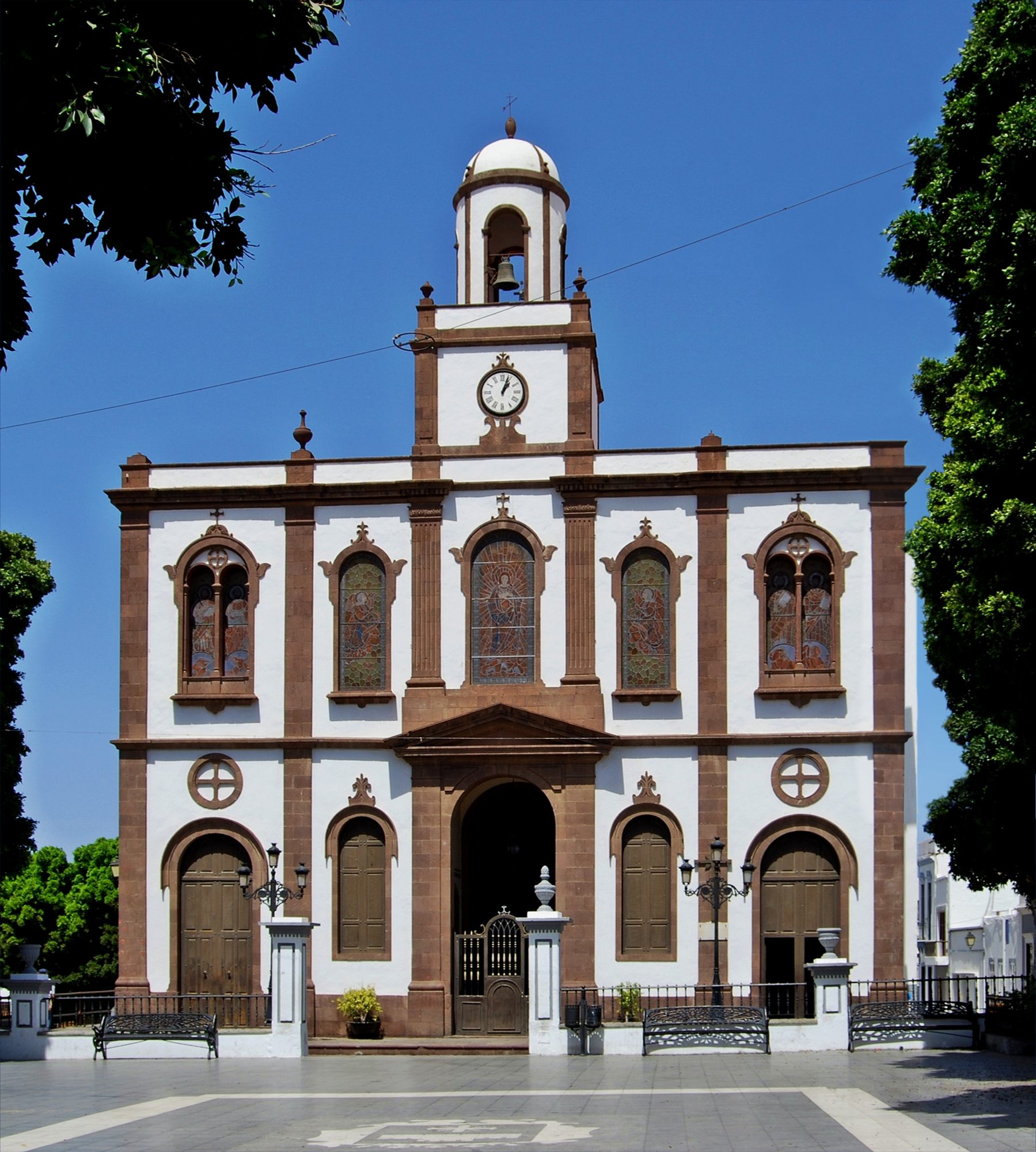
Iglesia de Nuestra Señora de la Concepción

- Necrópolis del Maipés de Arriba (BIC)
- Yacimiento arqueológico Roque de Guayedra
- Zona arqueológica La Palmita

Religioso
- Iglesia de Nuestra Señora de la Concepción.
- Ermita de Nuestra Señora de las Nieves (BIC).
- Ermita de San Sebastián.

Civil
- Casco antiguo de la villa de Agaete
- Ingenio azucarero de Las Candelarias
- Casa Roja
- Las Salinas
- Puente de León y Castillo
- Molinos de El Sao
- Acequia de Los Chorros

Natural
- Parque natural de Tamadaba
- Risco de Faneque
- Huerto de las Flores
- Senderos El Hornillo-Valle de Agaete y Camino a San Pedro
- Zonas Recreativas del Valle de Agaete y Lomo Caraballo
- Parque de La Palmita
- Las Salinas

### Asociacionismo
- Complejo Cultural Dedo de Dios
- Museo de La Rama

### Festividades
Las fiestas principales del municipio son en honor a la virgen de las Nieves, compatrona de la localidad, que se celebran durante todo el mes de agosto. El día 5 la imagen de la virgen es trasladada en romería desde su ermita hasta la iglesia de Ntra. Sra. de la Concepción en el casco de Agaete, donde permanece hasta el día 17 de agosto.
Estas fiestas fueron declaradas Fiesta de Interés Turístico por el Ministerio de Información y Turismo en 1972, siendo renombrada por resolución de la Secretaría de Estado de Turismo en 1980.
Las principales fiestas y celebraciones del municipio son:
| Fecha                   | Celebración            | Lugar                | Actos destacados       |
| ----------------------- | ---------------------- | -------------------- | ---------------------- |
| Variable                | Carnavales             | Agaete (casco)       | Entierro de la Sardina |
| 20 de enero             | San Sebastián          | Agaete (casco)       |                        |
| Tercer domingo de junio | Santa Teresita         | El Hornillo          |                        |
| 29 de junio             | San Pedro Apóstol      | Valle de Agaete      | Bajada de la Rama      |
| 5 al 17 de agosto       | Virgen de las Nieves   | Agaete (casco)       | Bajada de la Rama      |
| 12 de octubre           | Virgen del Pilar       | Agaete (casco)       |                        |
| 12 de octubre           | Virgen de Fátima       | Vecindad de Enfrente |                        |
| Octubre                 | Virgen de la Milagrosa | El Risco             |                        |
| 8 de diciembre          | Inmaculada Concepción  | Agaete (casco)       |                        |
| 16 de diciembre         | Navidad                | Agaete (casco)       | Misas de la Luz        |

### Tradiciones
Entre las tradiciones más destacadas de Agaete se encuentra la Bajada de la Rama, que se celebra tanto el día de la virgen de las Nieves el 5 de agosto en el casco como el día de san Pedro apóstol en la localidad de Valle de Agaete.
El día 4 de agosto, víspera de la compatrona, los vecinos acuden bailando desde el casco del pueblo hasta la ermita de la Virgen en el Puerto de Las Nieves portando ramas de árboles al son de la música, estando precedidos por unos cabezudos o papagüevos que representan a personajes populares del pueblo.
Por su parte, los vecinos de Valle de Agaete acuden al pinar de Tamadaba en la noche del 27 de junio en busca de las ramas, descendiendo al amanecer del día siguiente hasta el núcleo de San Pedro, donde recorren las calles danzando para luego ofrendar las ramas al santo.
Antiguamente, en la Villa Marinera se bailaban cuatro ramas a lo largo del año. Dos de ellas en Valle de Agaete, una en honor de san Pedro Apóstol y otra a la Virgen de Fátima y otras dos en el casco, una en honor a la Inmaculada Concepción y otra a la Virgen de Las Nieves, pero actualmente sólo se celebran las mencionadas con anterioridad.[cita requerida]

## Localidades hermanadas
- Arafo, Tenerife
- Garachico, Tenerife